# Sociedade Esportiva e Recreativa Chapadão
Le Sociedade Esportiva e Recreativa Chapadão (SERC) est un club brésilien de football basé à Chapadão do Sul dans l'État du Mato Grosso do Sul.

## Palmarès
- Championnat du Mato Grosso do Sul :
  - Champion : 1995, 2003